# Plaza Elíptica (métro de Madrid)
Plaza Elíptica est une station des lignes 6 et 11 du métro de Madrid, en Espagne.

## Situation
La station se situe entre Usera à l'est et Opañel à l'ouest sur la ligne 6 circulaire et constitue le terminus nord de la ligne 11.
Elle est établie sous la place Elíptica (qui lui donne son nom), dans le quartier d'Abrantes, de l'arrondissement de Carabanchel.

## Historique
La station est mise en service le 7 mai 1981, lors de l'ouverture d'une nouvelle section de la ligne 6 entre Pacífico et Oporto. Les quais de la ligne 11 sont eux mis en service le 16 novembre 1998, lors de l'ouverture de la première section de cette ligne jusqu'à Pan Bendito.
En 2007, un pôle d'échanges souterrain est inauguré afin d'accueillir les lignes d'autobus en correspondance avec la station.
Depuis le 1er juillet 2020, la station est entièrement accessible avec la mise en service de nouveaux ascenseurs.

## Service des voyageurs

### Accueil
La station possède cinq accès équipés d'escaliers et d'escaliers mécaniques, dont un en relation directe avec le pôle d'échanges, ainsi que deux accès directs par ascenseurs depuis l'extérieur.

### Intermodalité
La station est en correspondance avec les lignes de bus n°47, 55, 60, 81, 116, 155, 247, SE702 et E1 du réseau EMT, ainsi qu'avec les lignes d'autobus interurbains n°402, 441, 442, 443, 444, 446, 460, 461, 463, 464, 469 et 480.